# Збелава
Збелава (хорв. Zbelava) — населений пункт у Хорватії, у Вараждинській жупанії у складі міста Вараждин.

## Населення
Населення за даними перепису 2011 року становило 504 осіб.
Динаміка чисельності населення поселення:

## Клімат
Середня річна температура становить 10,35 °C, середня максимальна – 24,88 °C, а середня мінімальна – -6,19 °C. Середня річна кількість опадів – 849 мм.
| Клімат поселення                              | Клімат поселення | Клімат поселення | Клімат поселення | Клімат поселення | Клімат поселення | Клімат поселення | Клімат поселення | Клімат поселення | Клімат поселення | Клімат поселення | Клімат поселення | Клімат поселення | Клімат поселення |
| Показник                                      | Січ.             | Лют.             | Бер.             | Квіт.            | Трав.            | Черв.            | Лип.             | Серп.            | Вер.             | Жовт.            | Лист.            | Груд.            |                  |
| Середній максимум, °C                         | 5,55             | 7,46             | 12,04            | 16,48            | 21,91            | 24,88            | 23,88            | 23,27            | 19,31            | 14,35            | 8,58             | 4,74             |                  |
| Середня температура, °C                       | −0,31            | 1,59             | 6,17             | 10,60            | 16,04            | 19,02            | 20,05            | 19,43            | 15,50            | 10,50            | 4,73             | 0,90             |                  |
| Середній мінімум, °C                          | −6,19            | −4,28            | 0,29             | 4,72             | 10,17            | 13,14            | 16,22            | 15,62            | 11,65            | 6,70             | 0,91             | −2,92            |                  |
| Норма опадів, мм                              | 42               | 44               | 54               | 68               | 72               | 98               | 85               | 91               | 83               | 79               | 76               | 57               |                  |
| Середньомісячна швидкість вітру, м/с          | 2.00             | 2.20             | 2.60             | 2.60             | 2.40             | 2.10             | 2.10             | 1.87             | 1.90             | 1.90             | 2.07             | 2.04             |                  |
| Середньомісячна сонячна радіація, кДж/м²·день | 4061             | 6748             | 10546            | 14893            | 18986            | 20847            | 21499            | 18861            | 13882            | 8653             | 4534             | 3271             |                  |
| --------------------------------------------- | ---------------- | ---------------- | ---------------- | ---------------- | ---------------- | ---------------- | ---------------- | ---------------- | ---------------- | ---------------- | ---------------- | ---------------- | ---------------- |
| Джерело:                                      |                  |                  |                  |                  |                  |                  |                  |                  |                  |                  |                  |                  |                  |